# (34405) Caitlinshearer
(34405) 2000 RU86 est un astéroïde de la ceinture principale découvert en 2000.

## Description
(34405) 2000 RU86 a été découvert le 2 septembre 2000 à la Station Anderson Mesa, un des deux sites d'observation de l'observatoire Lowell en Arizona (États-Unis), par le programme Lowell Observatory Near-Earth-Object Search (LONEOS).

### Caractéristiques orbitales
L'orbite de cet astéroïde est caractérisée par un demi-grand axe de 2,62 ua, un périhélie de 2,38 ua, une excentricité de 0,09 et une inclinaison de 8,21° par rapport à l'écliptique. Du fait de ces caractéristiques, à savoir un demi-grand axe compris entre 2 et 3,2 ua et un périhélie supérieur à 1,666 ua, il est classé, selon la JPL Small-Body Database, comme objet de la ceinture principale.

### Caractéristiques physiques
(34405) 2000 RU86 a une magnitude absolue (H) de 14,3 et un albédo estimé à 0,370.